# 630

## Nașteri
- 7 noiembrie: Constans al II-lea Bărbosul, împărat bizantin (din 641), (d. 668)

## Decese
- dată necunoscută: Theofilact din Simocatta  (n. 580)